# Drei Farben: Blau
Drei Farben: Blau ist der erste Teil einer Spielfilm-Trilogie (Drei-Farben-Trilogie) des polnischen Regisseurs Krzysztof Kieślowski über die Schlagworte der Französischen Revolution – Freiheit, Gleichheit und Brüderlichkeit –, benannt nach den drei Farben der französischen Flagge: Blau, Weiß, Rot. Das Thema des ersten Films der Trilogie ist die Freiheit.

## Handlung
Der Film beginnt mit einem schweren Verkehrsunfall. Die allein überlebende Julie, die dabei ihre einzige Tochter und ihren Mann Patrice, einen berühmten Komponisten, verloren hat,  versucht nun nicht, sich mit der Situation zurechtzufinden und ihre Trauer zu bewältigen. Einen Suizidversuch bricht sie ab. Danach bricht sie radikal mit dem bisherigen Leben, versucht vor der eigenen Erinnerung zu flüchten und baut sich eine vollkommen neue Existenz auf. Sie geht nach Paris, wo sie ein Leben fast ohne Kontakt zu anderen Menschen führt. Sie beauftragt einen Makler, den Landsitz, auf dem die Familie lebte, zu verkaufen, und vernichtet alte Notationen ihres Mannes. Im Laufe der Handlung gelingt es ihr jedoch nicht, diese Lebensweise durchzuhalten. Die Freiheit, die die Protagonistin wählt, indem sie sich von allen Dingen des vorherigen Lebens trennen möchte, führt nicht zum gewünschten Ziel. Erst als sie sich auf die Vergangenheit einlässt, Kontakt zu einem alten Freund aufnimmt und an der unvollendeten Komposition ihres Mannes weiterarbeitet, gelingt es ihr, sich von ihrem Schmerz zu befreien.

## Thematik
Der Film zeigt die subjektive Perspektive einer trauernden Frau, die ihre Familie verloren hat. Dabei solle der Film zeigen, wie sie auf ihr Umfeld reagiere, worauf sie achte, was ihr wichtig sei, so Kieślowski.

## Kritiken
Das Lexikon des internationalen Films würdigte Kieślowskis Regiearbeit in seiner zeitgenössischen Kritik als interessanten Film über das Leben, die Liebe, die Erinnerung und das Vergessen, doch würden viele der angesprochenen existentiellen Fragen hinter die opulente Ausstattung zurücktreten und seien nur noch schemenhaft zu erkennen. Trotz dieser Schwächen sei Drei Farben: Blau die Auseinandersetzung wert.

## Auszeichnungen
Drei Farben: Blau wurde für zahlreiche Filmpreise nominiert und mehrfach mit Hauptpreisen gewürdigt.
- Krzysztof Kieślowski wurde für seinen Film 1993 beim Filmfestival von Venedig mit einem Goldenen Löwen ausgezeichnet. Juliette Binoche erhielt eine Coppa Volpi für die beste weibliche Hauptrolle. Sławomir Idziak den Goldenen Osella für die beste Kameraführung.
- Für die beste Filmmusik wurde Zbigniew Preisner 1993 mit einem Los Angeles Film Critics Association Award ausgezeichnet.
- 1994 wurde Juliette Binoche mit einem César für die beste weibliche Hauptrolle ausgezeichnet. Weitere Césars erhielten Jacques Witta für den besten Schnitt sowie Jean-Claude Laureux und William Flageollet für den besten Soundtrack.
- Die Gilde deutscher Filmkunsttheater verlieh dem Film 1994 den Gilde-Filmpreis in Gold.
- Ebenfalls 1994 erhielt Kieślowski für Drei Farben: Blau einen Goya Award für den besten Europäischen Film.
- Für den besten ausländischen Film und die beste ausländische Schauspielerin erhielten Kieślowski und Binoche 1994 außerdem jeweils einen Sant Jordi des Radio Nacional de España.

## Filmmusik
Die von Zbigniew Preisner geschriebene Filmmusik spielt eine zentrale Rolle. Im Mittelpunkt steht der Song for the Unification of Europe, eine Komposition Patrices für Chor und Orchester mit dem Text des Hohelieds der Liebe aus dem 13. Kapitel des 1. Korintherbriefs, die von Julie vollendet wird. Als Komponist der in mehreren Versionen (Bläser, Orgel, Orchester) vorkommenden Trauermusik wird Van den Budenmayer genannt, wobei es sich aber um ein Pseudonym Preisners handelt.